# Eternal Sonata
Eternal Sonata (トラスティベル ～ショパンの夢～, Torasuti Beru Shopan no Yume, Trusty Bell: Chopin's Dream) és un videojoc de rol original desenvolupat per tri-Crescendo (creador de Baten Kaitos i Baten Kaitos Origins) que narra una història fictícia amb parts de realitat del compositor i pianista Frédéric Chopin a través d'un somni quasi real. La versió per a Xbox 360 va sortir el 14 de juny de 2007 al Japó, el 17 de setembre de 2007 a Amèrica del Nord i el 19 d'octubre del 2007 a Europa. L'Eternal Sonata es publicarà també per la PlayStation 3 amb continguts addicionals com Trusty Bell ~Chopin no Yume~ Reprise (トラスティベル ~ショパンの夢~ ルプリーズ)　el 18 de setembre del 2008 al Japó, a Amèrica del Nord estarà disponible a la fi de l'any i a Europa la publicació del joc no se segura.

## Història
Durant la nit del 16 d'octubre de 1849, en l'apartament número 12 de la Place Vendôme de París, Frédéric François Chopin està molt malalt quasi a punt de morir i resta adormit en el seu últim somni. Chopin es trobarà en un món acolorit on la màgia, persones desconegudes, criatures estranyes formen part d'aquest món. Frédéric al principi creu que no és res més que una il·lusió producte de la seva ment, però Chopin s'adona que aquell lloc pot ser quelcom més.

## Personatges
Tots els personatges d'Eternal Sonata, exceptuant les persones reals com Chopin, tenen noms de termes musicals.
- Frédéric François Chopin: és el protagonista d'aquesta història en la que anirà coneixent a tots els personatges del joc i amb especial afecte a Polka, que té la mateixa edat que tenia la seva germana Emilia quan es va morir de tuberculosi. La seva arma és una batuta
- Polka: és una noia de 14 anys del poblat de Tenuto que pot utilitzar la màgia, ja que la seva mort és imminent i ella vol ajudar a tothom que pugui mitjançant la seva màgia abans que es mori. La seva arma és un paraigua.
- Allegretto: és un noi de 16 anys orfe nascut a Ritardando que no té diners i es dedica a robar pa per alimentar a ell i als altres desafortunats sense diners. Té un germà petit que es diu Beat. Al llarg de la història Allegretto s'enamora de Polka. La seva arma és una espasa
- Beat: és un nen de 8 anys germà d'Allegretto que la seva més preuada possessió és una càmera fotogràfica amb la que no para de fer fotografies al llarg de l'aventura. La seva arma és un rifle que també fa servir com a martell.
- Arpa: és una grangera de 26 anys de la plana de Coro que es passa el dia cuidant de les seves cabres. És alegre i sociable. Té un esquirol que es diu Arco que sempre va amb ella. La seva arma és un arc.
- Marcha: és una jove guardiana del bosc d'Agogo. És tranquil·la, calmada i es porta bé amb tothom. Té una germana bessona que es diu Salsa. Lluita amb aros de Lluna.
- Salsa: és la germana bessona de Marcha. Al contrari de Marcha, Salsa és plena d'energia, autoestima i sol arribar a conclusions que tenen poc sentit. Normalment sol aportar humor a les escenes i no es porta massa bé amb en Beat i Arpa. Lluita amb aros solars.
- Jazz: és el líder del grup revolucionari d'Andantino. És tranquil i seriós i es preocupa pel mal que el comte Waltz fa amb el poder de la pols mineral. Té una gran amistat amb Mazurka i la seva xicota és Claves, encara que molt discretament. Lluita amb una espasa a dues mans.
- Mazurka: forma part del grup revolucionari d'en Jazz, des de la infància ha mantingut gran amistat amb Jazz i no es porta bé amb Claves per certs gelos. Lluita amb els punys.
- Claves: és la xicota d'en Jazz i també forma part del grup revolucionari d'Andantino però no fa gaire que hi és. No es porta bé Mazurka i li fa ràbia l'amistat que tenen Mazurka i Jazz i el fet que es coneixen des de fa tant de temps. Més tard es descobreix que Claves era una espia del comte Waltz però ella s'acaba enamorant de Jazz i no pot complir amb la missió d'espiar Andantino i Rumba (soldat del comte Waltz) mata a Claves per haver escollit a en Jazz. Lluita amb els punys.